# Militär-Wochenblatt
Le Militär-Wochenblatt (initialement : Militair-Wochenblatt) est une revue militaire qui parait deux fois par semaine, initialement hebdomadaire, à Berlin de 1816 à 1943.

## Histoire
La revue est fondée en 1816 par le colonel Rühle von Lilienstern (1780-1847), chef du département d'histoire de la guerre de l'état-major prussien, et Karl von Decker (de) (1784-1844), chef du bureau topographique de l'état-major général. Le magazine reçoit l'autorisation du ministère de la Guerre de publier des décrets officiels, des ordres et des rapports du personnel du corps des officiers prussiens. La revue est imprimée par la maison d'édition d'Ernst Siegfried Mittler (1785-1870. Le magazine avait un large lectorat. Il est destiné à informer le personnel de l'armée et l'encourager à étudier l'histoire militaire.
En 1824, l'état-major prend la direction de la revue, ce qui en fait un organe officiel de l'armée prussienne. Cette mesure a été prise en raison d'une polémique parue dans le Militär-Wochenblatt. Cependant, l'état-major voit également dans le journal une occasion bienvenue « d'agir rapidement et de manière décisive sur l'esprit des officiers et donc sur l'armée » (général Müffling, 1824). En plus des nouvelles officielles, les auteurs se sont principalement concentrés sur le développement contemporain de l'armée. La mission officielle du magazine est de « contribuer à la véritable formation de la plus jeune partie des officiers de l'armée par une sélection appropriée d'articles."
À partir de 1843, après l'assouplissement des règles de censure, les articles scientifiques n'apparaissent que dans les "suppléments à l'hebdomadaire militaire" . À partir de 1848, la censure cesse complètement, mais le ministère de la Guerre est toujours préoccupé par la protection des secrets officiels et édicte donc des règlements pour la publication d'articles militaires. À cette époque, le Militär-Wochenblatt est divisé en une section officielle avec des nouvelles du personnel et une section non officielle avec des critiques. Cette subdivision change à partir de 1861 sous le gouvernement Guillaume Ier, qui veut que le journal reprenne le caractère d'un journal militaire. À partir de 1er avril 1867, tous les avis officiels sont publiés dans l'Armee-Verordnungsblatt. Cependant, le Militär-Wochenblatt redevient un magazine public. La direction est confiée à un officier inactif qui est assisté du Département de la Guerre et de l'État-major. Les articles et contributions sont envoyés par les officiers et publiés après un examen approfondi.
Pendant la guerre franco-prussienne de 1870/71, un numéro quotidien avec les rapports de guerre actuels est publié. Un autre supplément de 1883 est le « Militär-Literatur-Zeitung », qui contient des critiques, des annotations et des annonces de littérature. Pendant la Première Guerre mondiale, le magazine paraît trois fois par semaine avec des informations sur le déroulement de la guerre et les changements de personnel au sein de l'armée. Après la guerre, le magazine paraît à partir de 1919 sous le titre Unabhängige Zeitschrift für die deutsche Wehrmacht et tente de traiter les expériences de la guerre mondiale en termes de contenu. Dans les années 1930, cependant, il perd en importance face à d'autres publications militaires telles que la Militärwissenschaftliche Rundschau (de). Cependant, il est resté l'organe officiel de la direction de la Wehrmacht jusqu'à sa suppression en 1942.

## Rédacteur en chef (sélection)
- 1823-1850 : Johann Christian August Wagner (de)
- 1850-1855 : Eduard von Fransecky
- 1855-1861 : Karl Rudolf von Ollech
- 1861-1862 : Gustav von Stiehle
- 1862-1864 : Petersen
- 1864-1865 : von Quistorp
- 1865-1867 : Julius von Verdy du Vernois
- 1867-1873 : Adolf Borbstaedt (de)
- 1873-1880 : August von Witzleben
- 1880-1889 : Heinrich von Löbell (de)
- 1889-1899 : Eggert Ludwig von Estorff (de)
- 1899-1913 : Guido von Frobel
- 1913-1919 : Bodo von Scriba (de)
- 1919-1934 : Constantin von Altrock
- 1934-1942 : Georg Wetzell (de)